# Альтхюттендорф
Альтхюттендорф (нем. Althüttendorf) — община в Германии, в земле Бранденбург.
Входит в состав района Барним. Подчиняется управлению Йоахимсталь (Шорфхайде).  Население составляет 749 человек (на 31 декабря 2010 года). Занимает площадь 13,09 км².
| Год  | Население |
| ---- | --------- |
| 2005 | 764       |
| 2010 | 756       |